# Tomislav Muhvić
Tomislav Muhvić (ur. 11 marca 1988 roku w Rijece) – chorwacki kierowca wyścigowy.

## Kariera
Muhvić poświęcił się głównie startom w wyścigach górskich. W 2010 roku korzystał z samochodu Honda Civic T, a od 2011 roku startuje za kierownicą Mitsubishi Lancer EVO IX. W 2013 roku zdobył tytuł mistrzowski w Mistrzostwach Europy w Wyścigach Górskich (kategoria 1).